# 41 Dywizjon Artylerii Lekkiej
41 dywizjon artylerii lekkiej (41 dal) – pododdział artylerii lekkiej Wojska Polskiego II RP.
Dywizjon nie występował w pokojowej organizacji wojska. Został sformowany przez 32 dal z Rembertowa.

## 41 dal w kampanii wrześniowej

### Mobilizacja
41 dywizjon artylerii lekkiej został sformowany zgodnie z planem mobilizacyjnym „W”, w trakcie I rzutu mobilizacji powszechnej z terminem gotowości bojowej na 3 września godz. 24:00. Mobilizowany był w miejscowości Zielona. Praktycznie gotowość do działań osiągnął już 2 września Jednostką mobilizującą był 32 dywizjon artylerii lekkiej stacjonujący w garnizonie Rembertów (OK Nr I).
Organizacja wojenna pododdziału była identyczna z organizacją wojenną dywizjonu wchodzącego w skład pułku artylerii lekkiej i zakładała, że w jego składzie znajdzie się dowództwo, trzy baterie armat i kolumna amunicyjna. Każda z baterii miała być uzbrojona w cztery 75 mm armaty wz. 1897. Dywizjon miał być jednostką artylerii odwodu Naczelnego Wodza. 

### Działania bojowe
3 września dowódca dywizjonu mjr Stefan Hernik został wezwany do generała Waleriana Czumy – dowódcy obrony Warszawy, gdzie został mianowany dowódcą artylerii Warszawy, a 41 dal został przekazany do dyspozycji Dowództwa Obrony Warszawy. Dywizjon przybył do stolicy w nocy z 3 na 4 września. Natychmiast rano 3 bateria została skierowana jako przeciwpancerna na Wolę na ul. Wolską gdzie zajęła stanowiska po obu jej stronach stanowiąc wsparcie batalionu stołecznego. 1 bateria zajęła stanowiska na ul. Górczewskiej, natomiast 2 bateria jako odwód rozwinęła się w Cytadeli. Od 5 września 2 bateria jednym plutonem obsadziła dwa mosty na Wiśle, a pozostała część 2 baterii zajęła stanowiska na Marymoncie, od 6 września na Marymoncie zajęła stanowiska cała 2 bateria. 7 września stanowiska baterii uległy korekcie, prowadzono rozbudowę przeszkód przeciwpancernych. Ostateczne rozmieszczenie w ramach odcinka Warszawa-Zachód nastąpiło 8 września i ukształtowało się następująco:
- 1 bateria - rejon ulic Górczewskiej i Księcia Janusza; wspierała batalion III/40 pp,
- 2 bateria - rejon Fortu Bema;
- 3 bateria - rejon Reduty Ordona, ul. Wolskiej i cmentarza prawosławnego.

Na tych stanowiskach, poza drobnymi zmianami, dywizjon pozostał do kapitulacji. 9 września kolumna amunicyjna dywizjonu na skutek bombardowania, w wyniku  paniki utraciła część wozów amunicyjnych. W trakcie walk 2 bateria podlegała pod pododcinek "Północ" ppłk. dypl. Waleriana Tewzadze jako artyleria towarzysząca i ppanc., pozostała część 41 dywizjonu podlegała pod dowództwo pododcinka "Zachód" (Wola) ppłk. Józefa Kalandyka podobnie jako artyleria towarzysząca i ppanc. Z magazynów Fortu Bema pobrano dodatkowe 7 armat (w tym dwie bez przyrządów celowniczych) i utworzono z nich nowe działony w bateriach. W dniu 9 września baterie 1 i 3 brały udział w odparciu natarcia niemieckiej 4 Dywizji Pancernej na pozycje obronne na Woli niszcząc każda z nich po kilka niemieckich wozów pancernych. Rola artylerii towarzyszącej zajmującej stanowiska na I linii frontu była niezwykle uciążliwa i niebezpieczna, obok stanowisk armat obsługi wybudowały schrony bojowe, w których przebywały przez czas, w którym nie prowadziły bezpośredniego ostrzału. Same prowadziły na korzyść piechoty ostrzał do niemieckich środków ogniowych, grup piechoty, wozów bojowych i umocnień w budynkach zajętych przez wroga. Narażone były na ciągły ostrzał artylerii niemieckiej i broni piechoty. Kolumna amunicyjna, tabor dywizjonu i drużyna dowódcy musiały się przemieszczać po obszarach zadrzewionych Warszawy, z uwagi na ataki artylerii niemieckiej kierowanej niejednokrotnie przez dywersantów niemieckich. Od ostrzału artylerii i broni piechoty 41 dal poniósł duże straty w poległych i rannych i kontuzjowanych oraz straty koni. Jedna z niemieckich nawał artylerii w rejonie Woli doprowadziła do paniki taboru żywnościowego i sekcji medycznej i weterynaryjnej na czele z lekarzami i oficerem żywnościowym. W jej efekcie tabor żywnościowy zatrzymał się dopiero na Pradze, a sekcje medyczna i weterynaryjna dywizjonu z lekarzami w panice dotarła do Wawra, a dalej przez Mińsk Mazowiecki i Kałuszyn dostała się do niewoli niemieckiej pod Siedlcami. 41 dal brał udział w obronie Warszawy, aż do kapitulacji stolicy i pozostawał na stanowiskach ogniowych w gotowości bojowej, aż do 29 września 1939 roku osłaniając rozmowy i będąc gwarantem przestrzegania do tego dnia przez stronę niemiecką warunków kapitulacji.

## Obsada personalna 41 dal
Dowództwo
- dowódca dywizjonu - mjr Stefan Hernik (do 3 IX 1939), kpt. Józef Rylski[4]
- adiutant - ppor. rez. Eugeniusz Zakrzewski
- oficer zwiadowczy - ppor. rez. Tadeusz Łapiński
- oficer łączności - por. rez. Lucjan Żochowski
- oficer łącznikowy - ppor. rez. Wiesław Wolfram
- oficer płatnik - kpt. rez. Władysław Maćkowiak
- oficer żywnościowy - ppor. rez. Władysław Żyro
- lekarz - ppor. rez. lek. Jan Poloch
- lekarz weterynarii - ppor. rez. lek. wet. Eugeniusz Plewiński
- dowódca kolumny amunicyjnej - ppor. rez. Witold Paciorkowski

1 bateria
- dowódca baterii - por. Jan Karbowski
- oficer ogniowy - por. rez. Abraham Loew (Adam Przemski)
- oficer zwiadowczy - ppor. rez. Zygmunt Wójcik
- dowódca I plutonu - ppor. rez. mgr Stanisław Bończa-Skarzyński
- dowódca II plutonu - ppor. rez. Wacław Dębek

2 bateria
- dowódca baterii - kpt. rez. dr Bronisław Dobrzański
- oficer zwiadowczy - ppor. rez. Andrzej Wewiórski[5]
- oficer ogniowy - ppor. rez. Zbigniew Aleksander Słubicki[5]
- dowódca I plutonu - ogn. pchor. rez. mgr inż. Władysław Klimaszewski[6]
- dowódca II plutonu  - ogn. pchor. rez. Manduk[5]

3 bateria
- dowódca baterii - kpt. Józef Rylski (do 3 IX 1939)[4], ppor. rez. Stanisław Jan Kasper Jarosiński[7]
- oficer ogniowy - ppor. rez. Ludwik Herniczek
- oficer zwiadowczy - ppor. rez. Władysław Straszak
- dowódca I plutonu - ppor. rez. Mieczysław Konwicki
- dowódca II plutonu - ogn. pchor. rez. Witold Pauli

bateria dział 75 mm do specjalnych zadań
- dowódca baterii - por. Ludwik Gibbel
- oficer zwiadowczy - por. Stefan Fordymacki (b. dca 1/48 dal)